# Adrien Mazerat
Pour les articles homonymes, voir Mazerat.
 (mars 2025).
Motif : Notoriété de ce banquier dont l'apogée de la carrière fut d'être, en tant que salarié et non de fondateur, directeur général du Crédit Lyonnais de 1866 à 1882 ?
- Archive Wikiwix
- Bing
- Cairn
- DuckDuckGo
- E. Universalis
- Gallica
- Google
- G. Books
- G. News
- G. Scholar
- Persée
- Qwant
- (zh) Baidu
- (ru) Yandex
- (wd) trouver des œuvres sur Wikidata

| 1. | Préciser le motif de la pose du bandeau. | Précisez le motif de la pose du bandeau en utilisant la syntaxe suivante : {{admissibilité à vérifier\|date=mars 2025\|motif=remplacez ce texte par le motif}}                      |
| 2. | Informer les utilisateurs concernés.     | Pensez à avertir le créateur de l'article, par exemple, en insérant le code ci-dessous sur sa page de discussion : {{subst:avertissement admissibilité à vérifier\|Adrien Mazerat}} |

Adrien Mazerat, né à Paris le 19 septembre 1827 et mort le 31 juillet 1911 à Soisy-sous-Montmorency, est un homme d'affaires français.

## Biographie

### Famille
Il est le fils d'Adrien-François Mazerat, négociant au Havre puis fonctionnaire des finances, et son épouse Iphigénie Roussac. Sa famille est ancienne et distinguée, et originaire de Nontron. Il est un cousin de Louis-François Mazerat, député de la Dordogne.
Son père meurt dans sa jeunesse, en 1842, et laisse sa famille dans une situation difficile. 

### Jeunesse
Le jeune Mazerat est recueilli par sa tante Stéphanie Roussac née Laffitte, fille de Martin Laffitte et nièce du fameux banquier Jacques Laffitte.
Fort du soutien des Laffitte, Mazerat poursuit de brillantes études, est lauréat du concours général, et obtient une introduction auprès de l'industriel Eugène Schneider. Engagé, il est le secrétaire particulier du fondateur du Creusot de 1852 à 1866.
Il se marie avec sa cousine Élise Roussac. La sœur de Mazerat est mariée à Gustave Deseilligny, directeur aux forges du Creusot, frère d'Alfred Deseilligny et neveu d'Eugène Schneider.

### Carrière dans la Banque
Mazerat abandonne le Creusot avec la famille Deseilligny, à la suite d'un conflit avec Eugène Schneider.
Il rebondit et trouve un poste dans une grande banque, le Crédit lyonnais, où il est recruté par Henri Germain.
Il dirige le siège parisien à partir de mars 1866 jusqu'en 1882, lorsqu'il prend le titre de directeur général.
Par décret du 6 février 1897, il est élevé au grade d'officier de la Légion d'honneur.
En 1900, la capitalisation boursière du Crédit lyonnais est la 2e de la place de Paris.[réf. nécessaire]
De 1905 à 1907, il est président du conseil d'administration de la banque[réf. nécessaire].

### Mort et postérité
Il meurt en 1911 à 83 ans.
Il a publié un recueil de souvenirs à usage familial.